# E-Portfolio

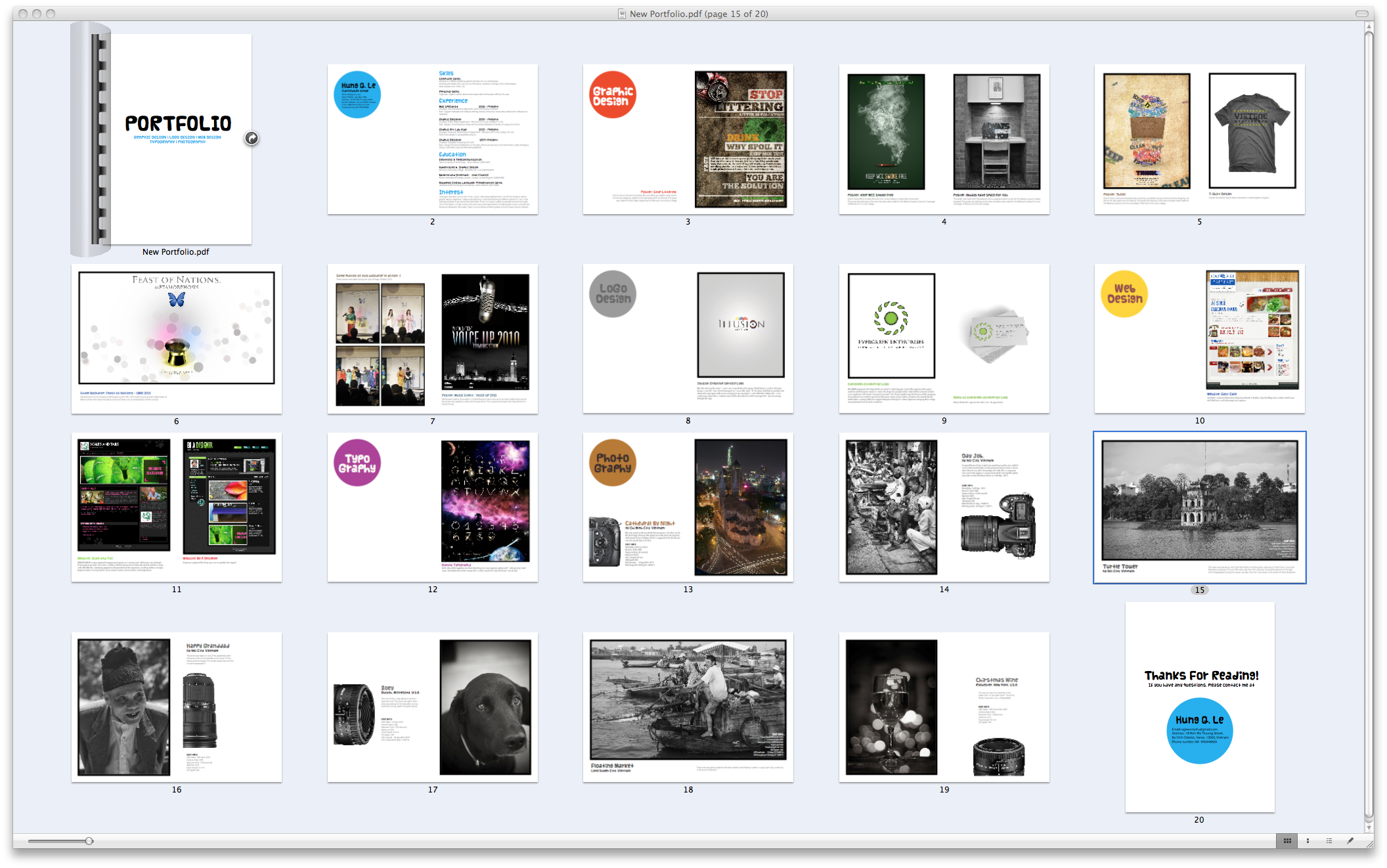

Ein E-Portfolio (Elektronisches Portfolio) ist die digitale Form eines Portfolios, das die neuen Medien zur Umsetzung dieses alten Konzeptes nutzt. Das E-Portfolio besteht aus „digitalen Sammelmappen“, mit denen Menschen (z. B. Studierende) ihren Lernprozess dokumentieren, reflektieren und/oder präsentieren können. Ein E-Portfolio impliziert damit ein Lerntagebuch, welches durch reflektierendes Schreiben auf die Verarbeitung, Analyse und Bewertung gemachter Lernerfahrungen zielt. Im Gegensatz zum Lerntagebuch betont das Lernportfolio (das dem E-Portfolio zugrunde liegt) die Sammlung von dokumentarischen Beweisen für Lernleistungen. Dazu können unter anderem Medienformen wie das Blog und die Profilseite verwendet werden. Damit unterscheiden sich die E-Portfolios mehr durch ihre Form von „realen“ Portfolios als durch die Inhalte.

## Definition
Für den Begriff E-Portfolio gibt es eine Reihe von Definitionen.
So sind nach Stefanie Bergel E-Portfolios „mehr als digitale Bewerbungsmappen: Mit ihrer Hilfe können Lernende ihre persönlichen Lern- und Entwicklungsprozesse steuern und gestalten. […] [S]ie sind eine Lernmethode, die auf mehrere Prozesse heruntergebrochen werden kann. Neben der Analyse und Planung des Kontextes, in dem das E-Portfolio erstellt werden soll, sind dies: die Sammlung, die Auswahl und Verbindung von Artefakten, die Reflexion und Kommunikation, die Präsentation sowie die Bewertung und Beurteilung der Artefakte oder Reflexionen.“
Auch kann man das E-Portfolio als eine „digitale Sammlung von Informationen“ beschreiben. Diese Sammlung kann „das Lernen, die Karriere, die Erfahrungen und die Leistungen“ des Nutzers beschreiben und darstellen. E-Portfolios sind privat und nur der Ersteller hat die Kontrolle.
Die Salzburg Research Forschungsgesellschaft definiert den Begriff auf ihren Veranstaltungen wie folgt: „E-Portfolio ist eine digitale Sammlung von ‚mit Geschick gemachten Arbeiten‘ (=lat. Artefakte) einer Person, die dadurch das Produkt (Lernergebnisse) und den Prozess (Lernpfad/Wachstum) ihrer Kompetenzentwicklung in einer bestimmten Zeitspanne und für bestimmte Zwecke dokumentieren und veranschaulichen möchte. Die betreffende Person hat die Auswahl der Artefakte selbstständig getroffen, und diese in Bezug auf das Lernziel selbst organisiert. Sie (Er) hat als Eigentümer(in) die komplette Kontrolle darüber, wer, wann und wie viel Information aus dem Portfolio einsehen darf.“
Nach einer Arbeitsdefinition von Brück-Hübner (2020, S. 103) sind Lernenden-E-Portfolios „absichtsvoll durchgeführte Sammlungen von vom Lernenden (mehr oder weniger) selbstständig ausgewählten Arbeiten, welche nicht nur dessen Können und Leistung (Kompetenzen), sondern auch dessen Fortschritte und damit seine individuelle Entwicklung über einen bestimmten Zeitraum und in einem bestimmten Bereich widerspiegeln können. Die Produkte werden meist durch (Selbst-)Reflexionen ergänzt, in welchen der Lernende sein Lernen kritisch reflektiert. Das ePortfolio dient als Basis für einen dialogischen, entwicklungsförderlichen und kommunikativen Austausch zwischen Lernenden und Lehrenden (Entwicklungsinstrument), kann aber auch zur Leistungsbewertung herangezogen werden (Methode der Leistungsbewertung). Letzteres erfolgt gelegentlich anhand gemeinsam ausgehandelter Bewertungskriterien. Im Vergleich zur papierbasierten Variante zeichnet sich ein ePortfolio zudem durch die Merkmale der Multimedialität, Interaktivität und Konnektivität aus.“

### Einsatz
Einsatz findet das E-Portfolio an Schulen und an Hochschulen. Unter anderem werden sie als Lern- und Bewertungsmethoden genutzt. Weiterhin dienen sie als Dokumentation für das lebenslange Lernen und als Möglichkeit, sich und seine Leistungen zu präsentieren.
Ein weiteres Einsatzgebiet des E-Portfolios ergibt sich an der Schnittstelle von Studium und Beruf. Das E-Portfolio wird in diesem Zusammenhang nicht allein als didaktisches Arrangement oder elektronisches Tool innerhalb der Hochschullehre verstanden, sondern als inhaltliches Bindeglied zwischen Studium und den anschließenden Berufsfeldern. Das E-Portfolio kann unter einer solchen Perspektive als Instrument zur Begleitung des lebenslangen Lernens gezielt genutzt werden. E-Portfolios leisten mehr als bisherige Vernetzungsplattformen, weil sie einen tieferen und breiteren Einblick in die Leistungen und Kompetenzen der Verfasser erlauben. Die Fokussierung des Einsatzes von E-Portfolios allein auf das Studium rechtfertigt sich angesichts des Aufwandes in seltenen Fällen – außer beispielsweise in der Form eines Reflexionsportfolios. In der Funktion des Schnittstellenmanagements kann das E-Portfolio weitreichende Dienste über den Studienabschluss hinaus leisten. Verschiedene Perspektiven – Hochschullehre, Studierende, Personalvermittlung usw. helfen, das Potential von E-Portfolios einzuschätzen und auszuschöpfen.

### Mehrwert
Zum einen besteht der Mehrwert darin, dass auch andere Kompetenzen gefördert werden. Das Verwenden von Tools kann die Motivation heben und/oder die Medien- und/oder IT-Kompetenz
fördern. Der Lernprozess kann mit Hilfe von IT und Querverbindungen ausgebreitet werden. Man kann Kontakt mit dem Tutor, Schulkollegen oder Kommilitonen herstellen.  Ein weiterer Mehrwert besteht in der Speicherung und Verwaltung der Artefakte. Eine automatische Dokumentation ist möglich.  Auch andere Funktionen wie Tagging oder Suchfunktionen erscheinen in diesem Zusammenhang interessant. Man kann Hyperlinks verwenden, die auf Referenzmaterial hinweisen können. Die Möglichkeit Feedback von außerhalb und zu jeder Zeit geben zu können, erscheint als ein weiterer positiver Aspekt.
Auch die Verteilung der Dokumente ist einfacher, da diese allen Leseberechtigten zugänglich sind und so nicht mehr vervielfältigt und verteilt werden müssen.

### Medienpädagogische Aspekte
Mit der E-Portfolio-Arbeit soll unter anderem die Fachkompetenz gefördert und der Lernprozess dokumentiert werden.
Ein elektronisches Portfolio bietet die Möglichkeit, viele digitale Artefakte wie Bilder, Videos etc. einzubinden. Die Inhalte des E-Portfolios können leicht und flexibel ergänzt, ausgetauscht und verwendet werden. Außerdem ist eine Darstellung der Lernbiografie in chronologischer Reihenfolge möglich. (siehe auch Lerntagebuch)

## Was ist eine E-Portfolio-Software?
Serge Ravet, Direktor des European Institute for E-Learning (ElfEL), führte zwei weitere Begriffe neben dem Begriff des E-Portfolios ein, ePortfolio Management System (ePMS) und ePortfolio Organiser (ePO). Beide sollen den Prozess der Entwicklung und Nutzung von E-Portfolios unterstützen.
Das ePMS unterstützt E-Portfolio-Prozesse auf der Seite der Organisation, etwa die Herausbildung von Einsatzszenarien, ausgehend von den Zielen und Werten der Organisation. Der Organizer (ePO) soll demgegenüber bei individuellen Lernprozessen und deren Planung helfen sowie die persönliche Entwicklung der Nutzer unterstützen (Identitätsbildung). Beide Elemente (ePMS und ePO) sollen aufeinander bezogen sein.
Software-Produkte, die zum Erstellen von E-Portfolios genutzt werden können, sind zum Beispiel:
- Drupal (Web-Content-Management-System mit E-Portfolio-Modulen)
- Elgg (Social Networking System mit Portfolio-Elementen)
- EPOS (E-Portfolio-System für kompetenz-orientiertes Lernen)
- Epsilen (umfangreiches Komplettsystem mit Portfoliomodul)
- Evernote (Elektronisches Notizbuch mit E-Portfolio-Funktionalitäten)
- Exabis (Moodle-Plugin mit E-Portfolio-Funktionalitäten)
- Factline (Integriertes System)
- Fronter (Lernplattform mit Portfolio-Elementen)
- ILIAS (LMS mit E-Portfolio-Funktionalitäten)
- Mahara (E-Portfolio-Management-Software)
- Movable Type (Weblog-Publishing-System)
- OpenOLAT (LMS mit E-Portfolio-Funktionalitäten)
- OLAT (LMS mit E-Portfolio-Funktionalitäten)
- Pebblepad (E-Portfolio-Management-Software)
- Sakai (E-Portfolio-Management-Software)
- Taskstream (Lernplattform mit eigenständigem Portfolio-Builder)
- WordPress (Weblog-Software)

## Grundtypen von E-Portfolio

### Reflexionsportfolio
Zu den Reflexionsportfolios zählen zwei weitere Typen: das Lernportfolio und das Beurteilungsportfolio.
Beim Lernportfolio wird die Entwicklung des Portfolioherstellers betrachtet. Hierfür sind zwei wesentliche Eigenschaften ausschlaggebend: Der Eigentümer und Ersteller des Portfolios ist ein und dieselbe Person, außerdem führt er das E-Portfolio aus der eigenen Motivation heraus. Kennzeichnend für Lernportfolios sind Aufgabenstellungen und Übungen, die selbst generiert werden. Der Ersteller reflektiert über seine selbst erstellten Aufgaben.
Den zweiten Typ des Reflexionsportfolios stellt das Beurteilungsportfolio dar. Es unterscheidet sich in zwei wesentlichen Punkten vom Lernportfolio: Zum einen wird es zur Beurteilung genutzt, zum anderen sind die Lernaufgaben sowie die Bewertungskriterien von außen vorgegeben.

### Entwicklungsportfolio
Bei diesem E-Portfolio-Typ wird die eigene Entwicklung Mittelpunkt der Reflexion. Hierbei bezieht sich die Entwicklung allerdings auf die berufliche Laufbahn, also auf die Karriere. Diese Darstellung ist vor allem nach außen gerichtet.

### Präsentationsportfolio
Dieser Typ dient der Präsentation. Dabei geht es um die Darstellung nach außen und kann mit der Orientierung auf ein Produkt verbunden sein.

## Wie soll ein E-Portfolio aussehen?
Challis (2005) hat einen Vorschlag entworfen, wie ein „reifes“ E-Portfolio gestaltet sein sollte. Dazu hat er sechs Kategorien entwickelt.
Das Material sollte mit Blick auf das Publikum und das Thema sorgsam gewählt werden. Beispiele und Illustrationen sind dabei eine nützliche Hilfe. Weiterhin gibt es „keine unpassenden oder trivialen Materialien“.
Des Weiteren gibt es ein „Level der Reflexion“, das sich durch ein tiefes Verständnis auszeichnet sowie die Illustration der Entwicklung und des Selbstbewusstseins des Erstellers. Auch werden hier Reaktionen von anderen einbezogen und darauf reagiert.
„Der Inhalt beinhaltet ansehnliche Überlegungen über einen bestimmte[n] Zeitraum hinweg, die Materialien zeigen Tiefe und Breite.“ Weiterhin beziehen sich die Materialien auf den Kontext. Die Texte an sich sind kurz, bündig in Prosa und akkurat geschrieben.
Der Inhalt kann durch die Verwendung von Multimedia verbessert werden, wenn deren Verwendung angemessen und dem Zweck entsprechend ist. Sie dürfen also nicht ablenken. Audio- und Videodateien sollten nur in einer hohen Qualität verwendet werden.
Das äußere Erscheinungsbild ist ordentlich. „Abbildungen passen zum Zweck des Portfolios und zu seinem Ersteller“ und es wurden keine ablenkenden Elemente verwendet. „Verbindungen sind fertiggestellt“.
Die Navigation sollte es dem Nutzer leicht machen, eigene Wege zu gehen und sich zurechtzufinden. Dementsprechend sollte die Navigation leicht und intuitiv zu handhaben sein. Außerdem sollte alles verlinkt sein.

## Prozesse
Es gibt fünf Prozesse, die in einer Spirale angeordnet werden können. Diese Prozesse lassen sich auch auf die digitale Form der Portfolios anwenden.
Der erste Prozess ist die „Klärung der Zielsetzung und des Kontextes der Portfolioarbeit“. Diese Ziele werden zusammen durch den Lernenden und seinen Betreuer bestimmt. Sie sollen auch in dem Portfolio schriftlich festgehalten werden. Insgesamt dient dieser Schritt dazu, einen Bezugspunkt für den Lernenden zu schaffen.
Das „Sammeln, Auswählen und Verknüpfen von Artefakten mit dem Lernziel“ bildet den zweiten Prozess. Gesammelte Artefakte sollen mit dem Lernziel in Verbindung stehen und mit diesem verknüpft werden.
Der dritte Prozess beinhaltet das „Reflektieren und Steuern des Lernprozesses“. In dem ganzen Prozess soll der Lernende seine Reflexionsprozesse darlegen. So kann er seine eigenen Leistungen kritisch hinterfragen und seine derzeitige Position im Lernprozess mit den gesteckten Zielen vergleichen.
Das „Präsentieren und Weitergeben der E-Portfolio-Artefakte“ geschieht im vierten Prozess. Hier soll eine Zusammenfassung erstellt werden, um so die Informationen auch Dritten zugänglich zu machen. So können auch Außenstehende den Kompetenzaufbau des Lernenden betrachten.
Im letzten Prozess erfolgt das „Bewerten und Evaluieren von Lernprozessen/des Kompetenzaufbaus“. In diesem Schritt wird der Kompetenzaufbau als Ganzes betrachtet und bewertet.

## Europortfolio
Das EIfEL (European Institute for E-Learning) ist nach eigenen Angaben „ein unabhängiger Fachverband ohne Gewinnzweck, der sich zum Ziel setzt, Organisationen, Gemeinschaften und Individuen bei dem Aufbau einer Wissens- und Lerngesellschaft durch innovative und reflektierende Methoden, ständige professionelle Entwicklung und den Einsatz von Wissens-, Informations- und Lerntechnologien zu unterstützen.“
Die selbstgestellten Missionen des Europortfolio: innovative Praktiken und Technologien fördern sowie eine Verbindung zwischen den verschiedenen Dimensionen des Lernens schaffen. Weiterhin soll zu einer Definition eines technischen Standards und zu einer Gewährleistung der Kompatibilität zwischen E-Portfolios und E-Portfolio-ähnlichen Technologien und Services beigetragen werden u. a. m.
Das EIfEL bietet z. B. eine Mitgliedschaft in der Community.